# Artona gracilis
Artona gracilis  (лат.) — вид бабочек из семейства пестрянок. Распространён в Сахалинской области, на южных Курильских островах, в Японии, на Корейском полуострове и в Китае. Бабочек можно наблюдать с концы июня по август. Размах крыльев 21—22 мм. Передние крылья с пятью беловато-серыми пятнами.